# Rivière Pikauba
Der Rivière Pikauba ist ein Fluss in der Verwaltungsregion Saguenay–Lac-Saint-Jean der kanadischen Provinz Québec.

## Flusslauf
Der Fluss hat seinen Ursprung im Osten der Laurentinischen Berge im abflussregulierten See Lac Pikauba. Unterhalb der Barrage Pikauba-1 (⊙) fließt der Rivière Pikauba anfangs 20 km in südsüdwestlicher Richtung, wendet sich dann aber scharf nach Norden und behält seinen Kurs bis zu seiner Mündung in den westlichen Teil des Stausees Lac Kénogami bei – etwa 20 km südwestlich der Stadt Saguenay. Der Rivière Pikauba durchfließt das Réserve faunique des Laurentides. Die Flüsse Rivière Apica, Rivière Pika und Rivière aux Écorces münden linksseitig in den Fluss. Der Petite rivière Pikauba trifft rechtsseitig auf den Rivière Pikauba. Entlang dem Flusslauf befinden sich mehrere Wehre: Barrage Pikauba-3 (⊙), Barrage Pikauba-5 (⊙), Barrage Pikauba-6 (⊙) und Barrage Pikauba-7 (⊙). Der Fluss hat eine Länge von etwa 120 km.